# Ceinture alpine
La ceinture alpine, appelée aussi chaîne alpino-himalayenne, système alpino-himalayen, ceinture téthysienne, ceinture mésogéenne ou système mésogéen (du nom de Mésogée qui désigne la Téthys alpine), est un ensemble de chaînes de montagnes plus ou moins continues de 15 000 km de longueur, s'étendant du Maroc aux grandes îles de la Sonde en Indonésie en passant par l'Atlas, les cordillères Bétiques, les Pyrénées, les Alpes et les Apennins, les Balkans et les Carpates, le Taurus et le Zagros, le Caucase, l'Elbourz et le Kopet-Dag, l'Hindou Kouch et le Pamir, le Karakoram et l'Himalaya, enfin la cordillère du Kunlun. En direction du Sud, le plateau Shan et la chaîne Tenasserim assurent un lien avec la péninsule Malaise et les grandes îles de l'archipel indonésien. Cette chaîne alpino-himalayenne se prolonge dans le Pacifique sud-ouest par une ceinture partiellement immergée et qui s'étend probablement jusqu'en Nouvelle-Zélande.

## Histoire géologique
Cet ensemble s'est formé au cours de l'orogenèse alpine qui voit la fermeture de l'océan Téthys à partir du Crétacé et qui se poursuit toujours. L'ouverture de l'océan Atlantique à l'ouest et celle de l'océan Indien à l'est entraîne en effet la fermeture successive des océans Paléotéthys et Néotéthys, et la dérive vers le nord de fragments du supercontinent du Gondwana, plus précisément de la plaque africaine, arabique et indienne dont la collision avec la plaque eurasiatique au Cénozoïque engendre la ceinture alpino-himalayenne. Ces collisions bouclent de façon imparfaite un cycle de Wilson puisque la redistribution des grandes masses continentales n'amène pas à l'édification d'un supercontinent unique qui est contrariée par la mise en place des grands océans.
Cette situation tectonique fait que la ceinture alpine est l'une des zones sismiques les plus actives avec la ceinture de feu du Pacifique et la dorsale médio-atlantique, avec 17 % des séismes les plus puissants au monde.

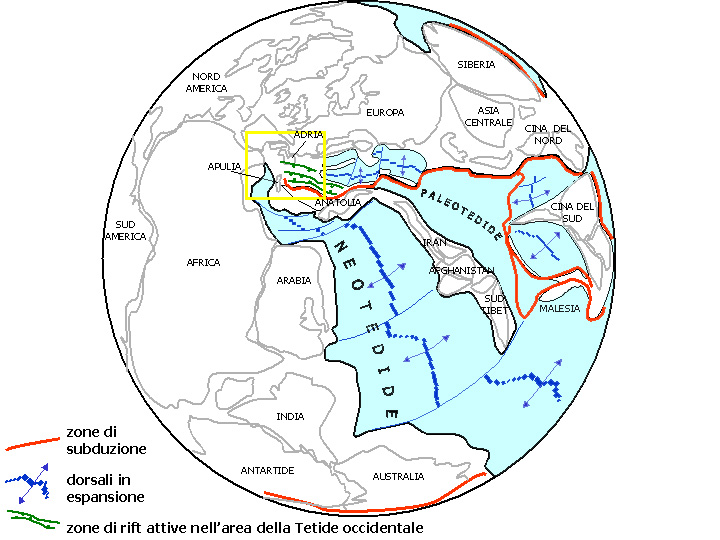
Représentation de la Terre au Carnien montrant notamment la Paléotethys et la Néotéthys.
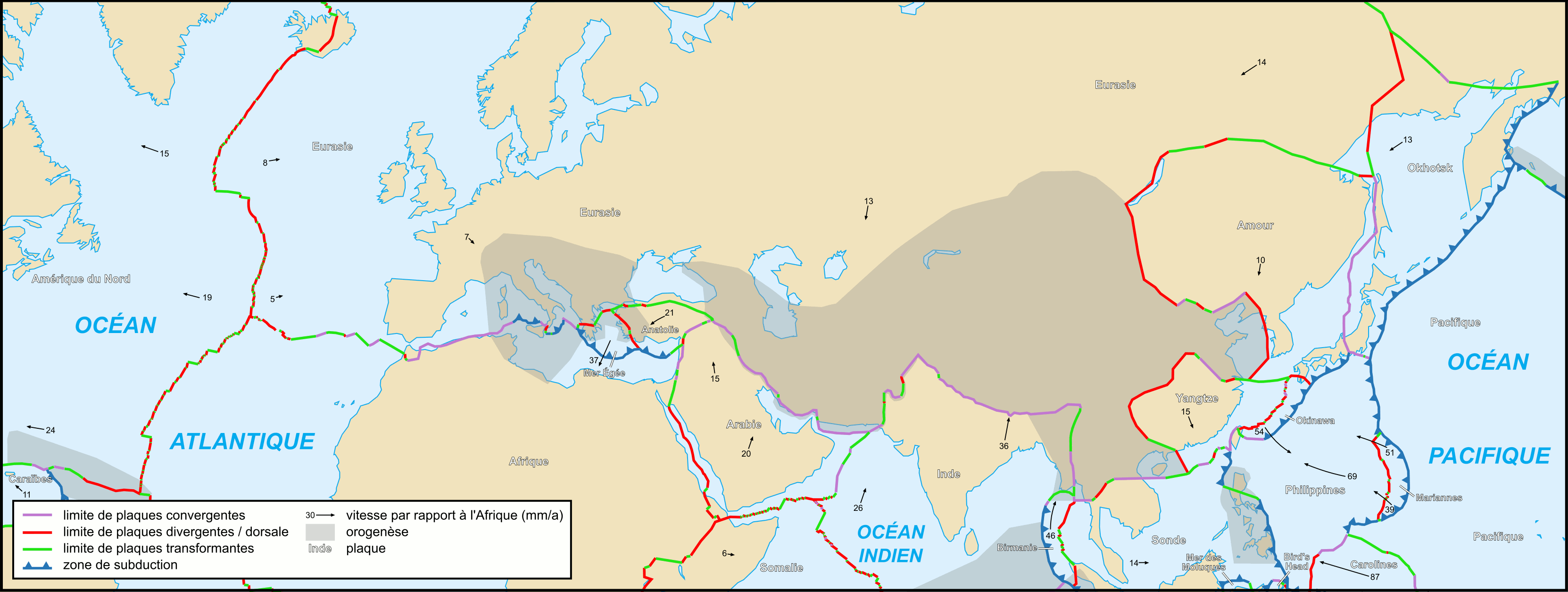
Carte représentant les plaques impliquées dans la formation de la ceinture alpino-himalayenne.